# Santuario de Erawan

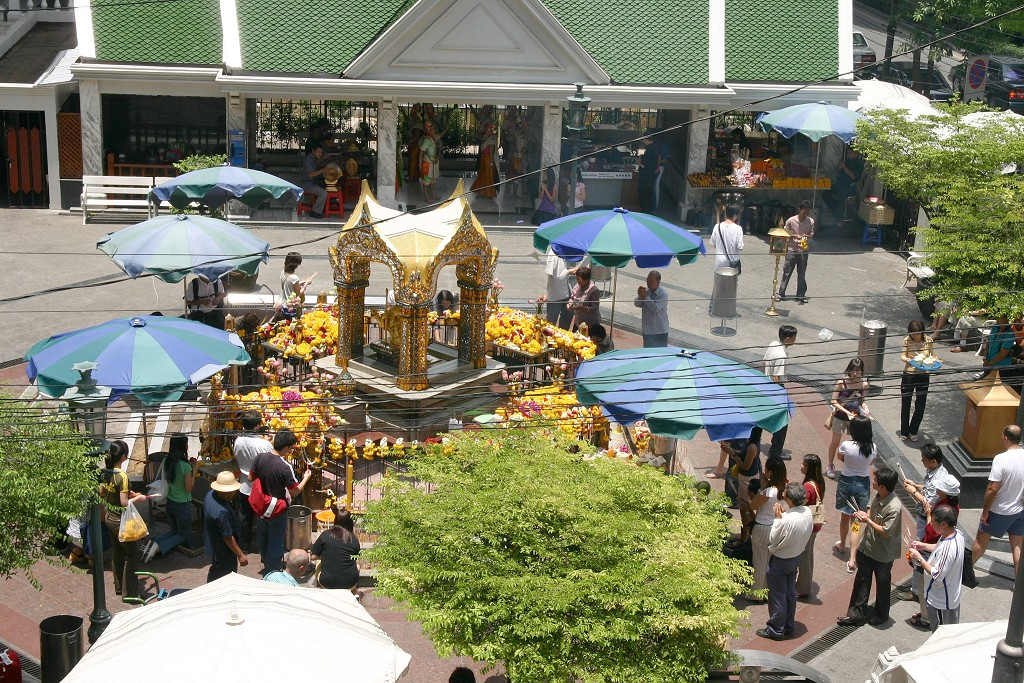
Vista del santuario desde el metro.

El Santuario de Erawan (oficialmente Thao Maha Phrom Shrine, en tailandés: ศาลท้าวมหาพรหม) es un altar hindú situado en Bangkok, capital de Tailandia, con una estatua de Phra Phrom, la representación más común del dios Brahmā en Tailandia. Es una atracción turística muy popular, en una zona muy transitada del distrito de Pathum Wan.
El santuario se encuentra al lado del lujoso Grand Hyatt Erawan Hotel, en el cruce de Ratchaprasong con Ratchadamri; está también cerca de la estación de Chitlom del metro aéreo de Bangkok que tiene una pasarela elevada con vistas al santuario. Fue construido en 1956 formando parte del Erawan Hotel, propiedad del gobierno tailandés, para alejar la mala suerte que se creyó iba a causar el hecho de haber iniciado la cimentación en una fecha equivocada, no propicia; una serie de incidentes habían retrasado la construcción, así que se consultó a un astrólogo para determinar las causas y aconsejó construir el santuario. A partir de entonces, no hubo más incidentes. En 1987, el hotel fue derribado y se construyó en el mismo sitio el actual Grand Hyatt Erawan Hotel.
El 17 de agosto de 2015, el santuario sufrió un atentado con bomba, causando la muerte de más de una veintena de personas y heridas a más de un centenar. La bomba fue colocada en los terrenos del santuario junto a una barandilla. La estatua sufrió poco daños y dos días después del atentado se completaron las reparaciones y se reabrió el santuario, con críticas de los familiares de las víctimas.